# Samuel Ojebode
Samuel Adeleke Ojebode (ur. 14 lipca 1944 w Oyo – zm. 4 lipca 2012) – nigeryjski piłkarz grający na pozycji lewego obrońcy. W swojej karierze grał w reprezentacji Nigerii.

## Kariera klubowa
Całą swoją karierę piłkarską Ojebode spędził w klubie Shooting Stars FC. Zadebiutował w nim w 1969 roku i grał w nim do 1978 roku. Wywalczył z nim mistrzostwo Nigerii w sezonie 1976 oraz zdobył trzy Puchary Nigerii w sezonach 1969, 1971 i 1977. W 1976 roku zdobył Puchar Zdobywców Pucharów.

## Kariera reprezentacyjna
W reprezentacji Nigerii Ojebode zadebiutował w 1975 roku. W 1976 roku powołano do kadry na Puchar Narodów Afryki 1976. Zagrał w nim w sześciu meczach: grupowych z Zairem (4:2), w którym strzelił gola, z Sudanem (1:0) i z Marokiem (1:3), w którym strzelił gola oraz w fazie finałowej z Gwineą (1:1), z Marokiem (1:2) i z Egiptem (3:2). Z Nigerią zajął 3. miejsce w tym turnieju. W kadrze narodowej grał do 1977 roku.